# Marius Pieyre
Pour les articles homonymes, voir Pieyre.
Marius Pieyre est un homme politique français né le 9 mars 1867 à Cette (Hérault) et mort le 11 mars 1935 à Passy (Haute-Savoie).

## Biographie
Professeur d'allemand au collège de l'Arc à Dole de 1900 à 1924, il est maire de Dole de 1907 à 1935, député du Jura de 1928 à 1932, inscrit au groupe radical et radical-socialiste, et sénateur du Jura de 1932 à 1935, inscrit au groupe de la Gauche démocratique.
Il est enterré au cimetière Nord de Dole. Le bronze de sa sépulture est une œuvre de Georges Saupique.

## Sources
- « Marius Pieyre », dans le Dictionnaire des parlementaires français (1889-1940), sous la direction de Jean Jolly, PUF, 1960 [détail de l’édition]